# Macrolaimus hamatus
Macrolaimus hamatus är en rundmaskart. Macrolaimus hamatus ingår i släktet Macrolaimus och familjen Panagrolaimidae. Inga underarter finns listade i Catalogue of Life.